# 臺灣原住民族權利促進會
臺灣原住民族權利促進會，簡稱原權會，是台灣一個訴求台灣原住民人權的人民團體，成立於1984年12月29日，發表「台灣原住民族權利宣言」。1998年一度由創會元老決定宣布解散，到停止運作20年後，已在2018年由前幹部再度復會。

## 歷史
1984年12月29日，胡德夫、夷將·拔路兒、童春發、拓拔斯·塔瑪匹瑪與黨外運動人士於馬偕紀念醫院第五講堂創立台灣原住民族權利促進會，胡德夫當選第一屆會長，黃勝禮當選第一屆副會長。1985年2月，原權會會訊雜誌《原住民》創刊。

## 組織
原權會的組織，除了會員大會、會長、副會長、促進委員外，另設三個部門：
- 研究部：主導原住民文化的重建，策劃研究與調查工作。
- 服務部：聯繫部族與部族、原住民與漢人，並負責培育社工人員、提供法律諮商，是給予原住民最直接服務的單位。目前已成立原住民諮詢服務中心。
- 開發部：主要執行文宣工作，使社會對原住民、原住民對社會、甚至原住民對自己族群，都能有更正面、更正確的認識。

原權會第一屆幹部名單：
- 會長：胡德夫（卑南族），副會長：黃勝禮（漢族）
- 諮詢顧問：李鴻禧（漢族）、陳其南（漢族）、張曉春（漢族）、郭吉仁（漢族）。
- 促進委員：夷將·拔路兒（漢名劉文雄，阿美族）、童春發（排灣族）、王智章（漢族）、拓拔斯·塔瑪匹瑪（漢名田雅各，布農族）、汪啟聖（鄒族）。
- 總幹事：武湃·卡那紹（阿美族），總務：李明珠（泰雅族）
- 學生組：鍾誠良（太魯閣族）
- 組訓：黃勝禮（副會長兼任，漢族）
- 研究部召集：王志明（漢族）
- 服務部召集：童春慶（排灣族）
- 開發部：范巽綠（漢族）

原權會會長每兩年改選一次，歷任會長：
- 第一任：胡德夫
- 第二任：夷將·拔路兒
- 第三任：拉娃告·拉歌拉格（漢名麥春連，魯凱族）
- 第四任：巴努·佳巴暮暮（漢名毛隆昌，邵族）
- 第五任：尤幹·納甫（泰雅族）
- 第六任：伍木成（布農族）

## 事件
1985年9月9日，原權會伊凡·諾幹、胡德夫、多奧·尤給海（漢名黃修榮，泰雅族）、汪啟聖等人前往嘉義縣中埔鄉吳鳳紀念園開幕典禮，反對將吳鳳神格化。
1987年9月9日，原權會、原住民大學生與台灣基督長老教會牧師前往臺灣鐵路管理局嘉義車站前吳鳳銅像抗議，胡德夫與伊凡·諾幹等人拉起「對不起，吳鳳，你並不偉大」、「吳鳳是劣士，莫那魯道是烈士」、「拆除吳鳳銅像」等白布條，朝吳鳳銅像丟雞蛋，同時要求將嘉義縣吳鳳鄉改名為阿里山鄉。
1987年11月16日，原權會到台視大樓抗議臺灣電視公司八點檔連續劇《勇者的奮鬥》有醜化山地原住民（當時稱為山地同胞）的劇情，要求台視停播該劇或致歉；台視同意於該劇播出中插播致歉字卡。
1988年7月11日，原權會結合原運團體與台灣基督長老教會組成「台灣原住民還我土地運動聯盟」。1988年8月25日，台灣原住民還我土地運動聯盟發動第一次還我土地運動遊行，原權會秘書長多奧·尤給海擔任總指揮。
1989年，原權會會長夷將·拔路兒涉入當時情治單位收買原住民知識青年的「導正專案」，這個事件到現在還是不明不白；同年立法委員選舉，原權會推派夷將·拔路兒與多奧·尤給海參選，結果雙雙落選，代表當時原權會「選舉路線」的挫敗。夷將·拔路兒與多奧·尤給海落選後，原權會內部檢討會議結論提出「部落主義」，要求幹部回部落蹲點、切實從部落基層出發，但夷將·拔路兒並沒有回到部落。
1994年8月1日，李登輝政府正式於《中華民國憲法增修條文》第三次增修條文接納原權會大部分訴求，原權會活動轉趨沉寂。
1997年7月，波士頓台灣同鄉會主辦之「第二十八屆美東台灣人夏令會」，童春發以玉山神學院院長身分演講時說，一個新而獨立的台灣，要有多元的豐富文化，要讓每一族群的人能用他們的語言講出建國的理念，也要讓每一種文化落土生根、開花結果。
1999年九二一大地震之後，原權會部落工作隊進入南投縣仁愛鄉互助村進行服務工作；1999年11月初，原權會部落工作隊在互助村舉辦第一場部落音樂會，參與的歌手包括胡德夫、雲力思、林廣財等部落工作隊成員與陳明仁、蔣進興、莫那能等義務演出者；2000年5月，原權會部落工作隊創辦機關刊物《原住民族》，標舉臺灣原住民運動的綱領，如對外抵抗美日帝國主義勢力、對內清除漢民族種族主義殖民構造、實踐原住民族區域自治、建立原住民族自治聯合政府等，說明了部落工作隊與的左派立場、以及凸顯原住民族主體性的深遠用意。
2010年10月23日，莫那能說，二十年前海山煤礦災變催生了原權會，但三鶯部落的問題顯示臺灣原住民的處境在這二十年來並沒有太多改變，爭取原住民權益是一條漫漫長路。
2015年5月18日，莫那能回憶，原權會成立隔年即決定推派代表參選臺灣省議員，原權會的好友楊渡義務開車載著候選人到處輔選，楊渡向他抱怨「你們的候選人，到哪裡都要吃好住好，晚上還去召妓」，但是為了「團結」，楊渡沒有公開爆料此事。莫那能說，原權會確實曾經帶出一些進步價值，但是成員對組織運作的生嫩、以及以「為了運動好」為由縱容少數害群之馬，使原權會淪為少數人追逐名利的招牌；原權會的一部分創會幹部，則選擇被民主進步黨收編而非堅守原權會，多少加速原權會的凋零；所以他與胡德夫等原權會元老，無論心中再怎麼不捨與悔恨，最後決定宣布解散原權會。
2015年9月20日，莫那能應國立交通大學亞太／文化研究室邀請，錄製口述歷史影片《原權會的成立與消亡》。莫那能說，原權會拉下吳鳳銅像以後，民進黨開始積極希望拿下原權會主導權，所以後來民進黨才出現「導正專案」要直接拖垮原權會，造成原權會內部分裂。導正專案就是：民進黨立法委員葉菊蘭、許榮淑、吳淑珍在立法院質詢原權會幹部是不是還拿中國國民黨的錢，他們舉例稱胡德夫拿臺灣省政府委員謝貴（排灣族）的錢、當謝貴的助理；吳淑珍還對記者說，伊凡·諾幹在賣原權會開會紀錄。莫那能說，這類的指控出來以後，有幾次還我土地運動根本沒有知會原權會總部，「沒有提案就先抗議了」，以多奧·尤給海為召集人，「用這樣的名義就上街頭了」，只發給原權會一紙通知書尋求支持。
2022年9月4日，前《自立早報》記者、前行政院客家委員會諮詢委員張躍贏表示，約40年前他和胡德夫在黨外運動中推動台灣民主，胡德夫在原權會，他則參與各種民主運動，當年衷心希望台灣有良好的兩黨政治；如今台灣卻變成撕裂的台灣，許多政客不斷把台灣推向戰爭。

## 外部連結
- 臺灣原住民族權利促進會